# Romárico Arroyo Marroquín
Romárico Arroyo Marroquín (Tulancingo, Hidalgo; 13 de diciembre de 1942) es un político mexicano, miembro del Partido Revolucionario Institucional. Se desempeñó como secretario de Agricultura, Ganadería y Desarrollo Rural de 1998 a 2000 durante la presidencia de Ernesto Zedillo. 
Romárico Arroyo desempeñó una larga carrera en el servicio público federal, entre otras instancias se desempeñó en la antigua Secretaría de Recursos Hidráulicos, en la Comisión Nacional del Agua, ocupó la dirección general de varias empresas paraestatales, fue Subsecretario de Industria Básica y Minería de la Secretaría de Energía, Minas e Industria Paraestatal y Subsecretario de Agricultura en la Secretaría de Agricultura, Ganadería y Desarrollo Rural, de la que fue nombrado titular en 1998 en sustitución de Francisco Labastida Ochoa.